# Kundeling Kunsang
Kundeling Kunsang aussi appelée Pamo Kunsang et Gurteng Kunsang (?-novembre 1970) est une femme tibétaine. Considérée comme une militante pour l'indépendance du Tibet, elle est emprisonnée lors du soulèvement tibétain de 1959, et exécutée par des soldats chinois dix plus tard. 

## Biographie

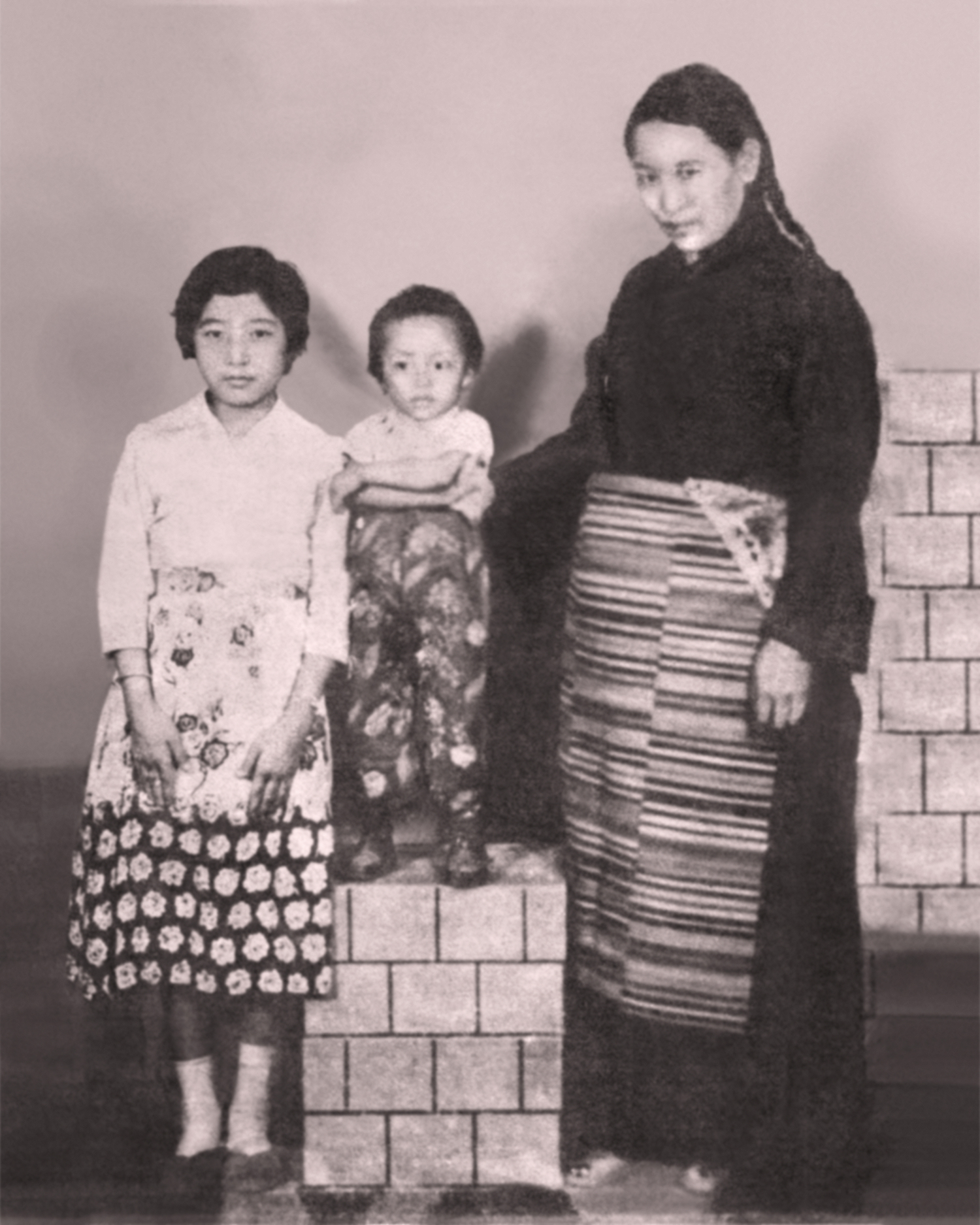
Pamo Kunsang en 1956 à Calcutta, à côté de sa fille Tseten Yangkyi. A gauche, se trouve la fille d'un ami de la famille.

Kundeling Kunsang est une nièce de Tsarong Dasang Dadul, et vit à la Maison Tsarong à Lhassa où elle travaille. Elle a notamment servi comme demoiselle d'honneur au mariage du fils de Tsarong, Dundul Namgyal Tsarong, en 1941. Elle épouse plus tard Gurteng Lobsang Tashi, un intendant principal (dechang) du monastère de Kundeling à Lhassa avec qui elle a une fille Tseten Yangkyi née en 1954.
Elle est considérée comme l'une des chefs du soulèvement tibétain de 1959, quand notamment des milliers de femmes tibétaines se sont rassemblées devant le palais du Potala pour déclarer l'indépendance du Tibet. 
Elle est arrêtée le 12 mars 1959 et emprisonnée à la prison du complexe du quartier général militaire connue sous le nom de Jinqiu Siling Bu, avec sa petite fille. Elle est transférée à la prison de Drapchi en décembre 1964 et en novembre 1970 exécutée par un peloton d'exécution avec d'autres prisonniers au terrain d'exécution de Dodé près du monastère de Sera. Son corps a été enterré dans une tombe non marquée.
En novembre 1970, 10 ans après son emprisonnement à Drapchi, Kundeling Kunsang a enjoint ses camarades de prison à protester. La manifestation a abouti à l'exécution de Kunsang et de trente autres femmes tibétaines par des soldats chinois à proximité du monastère de Séra.
Dans son autobiographie Et que rien ne te fasse peur, Ani Patchen, une codétenue a écrit que « Kunsang est restée immobile ; son visage enflé portait une expression de calme. Elle n'a pas bronché quand ses mains étaient liées, ni quand les deux soldats sont venus la traîner sur la scène vers le camion qui l'attendait. Elle a gardé la tête levée, avec une expression provocante. Kunsang était enceinte de près de neuf mois lorsque la révolte a eu lieu et a donné naissance à son dernier enfant en prison ». 
Palden Gyatso l'a dénommée « héroïne du soulèvement tibétain de 1959 ».

## Autre lecture
- Philippa Russell et Sonam Lhamo Singeri, « The Tibetan Women's Uprising », Cho Yang : The Voice of Tibetan Religion and Culture, 1992, vol. 5., p. 51-60